# Zapiersie

Zapiersie muchówki oznaczone liczbą 9

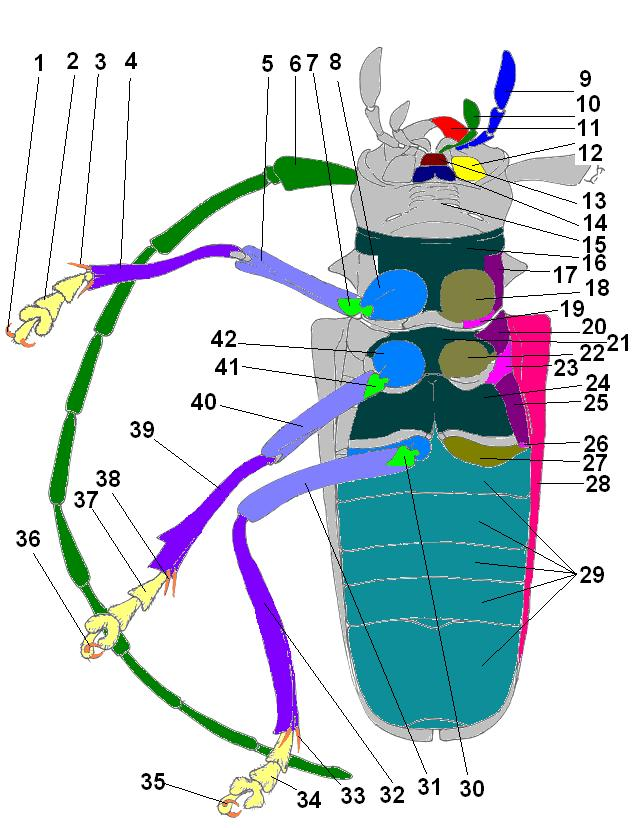
Zapiersie kózki oznaczone liczbą 24

Zapiersie (łac. metasternum) – sternum, czyli brzuszny skleryt zatułowia owadów. Określenie używane również ogólnie na brzuszną stronę zatułowia.
Zapiersie w przeciwieństwie do przedpiersia i śródpiersia nigdy nie posiada spinasternum. Ulega ono redukcji lub tworzy akrosternit pierwszego sternum odwłoka. Z eusternum śródtułowia wyrastają apofizy sternalne, które mogą być wykształcone w metafurca. Eusternum podzielone może być na przednie basisternum i tylne sternellum lub furcasternum. Linię podziału może stanowić od wewnątrz sternocosta, której na zewnątrz odpowiada szew sternokostalny. Przednia część eusternum śródtułowia może być oddzielona przez szew presternalny, tworząc presternum zatułowia.
U błonkówek właściwe zapiersie ulega inwaginacji i jest zwykle z zewnątrz niewidoczne, będąc przykrytym przez nasady tylnych bioder i odwłoka.
U chrząszczy właściwe zapiersie uległo całkowitej internalizacji, natomiast brzuszna płytka zatułowia powstaje przez zrośnięcie preepisternum i katepisternum i oddzielona jest od anepisternum szwem anapleuralnym. Ze względu na brak homologii między takim zapiersiem a właściwym metasternum, określa się je jako metawentryt (metaventrite).
U muchówek dobrze wykształcone zapiersie występuje rzadko, spotykane jest u prymitywnych muchówek długoczułkich oraz u Hippoboscidae, Nycteribiidae i Braulidae. Zwykle dzieli się ono na prosternit śródtułowia, mezosternit śródtułowia i metasternit śródtułowia.